# Temporada 2010 de Fórmula 3 Euroseries

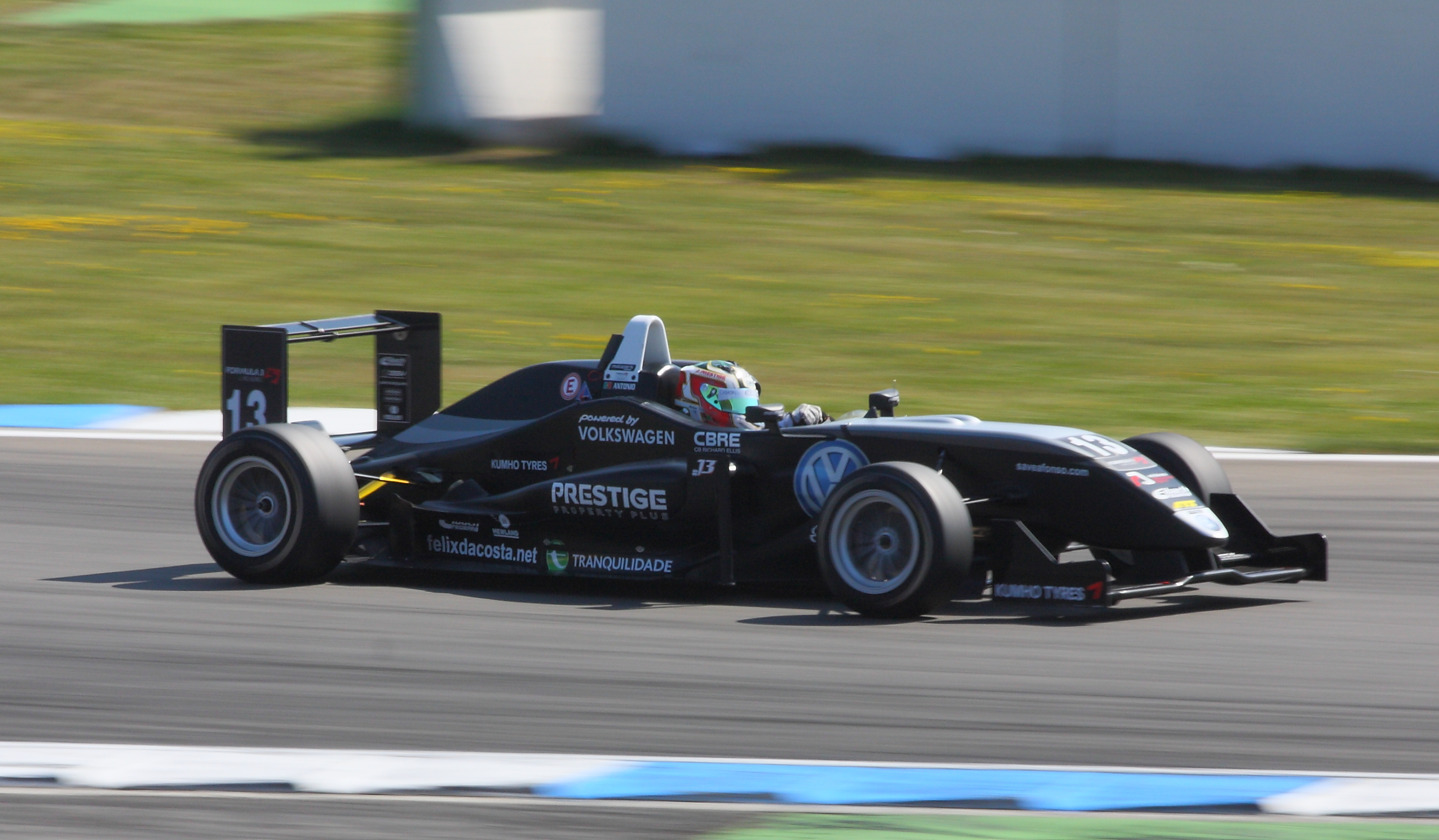
Félix Da Costa en su Dallara F208 de Motopark Academy

La temporada 2010 de Fórmula 3 Euroseries es el octavo año del campeonato. Comenzó el 10 de abril en el Circuito Paul Ricard y terminó el 17 de octubre en Hockenheim después de 18 carreras, en 9 rondas. El campeonato lo ganó Edoardo Mortara, claro dominador del campeonato, mientras que el campeonato de escuderías, se lo llevó Signature, después de años de reinado de ART Grand Prix.

## Premios
- Los tres primeros pilotos en la clasificación de esta competición, recibirán un test gratis con un equipo de las World Series by Renault
- Los mejores pilotos de Mercedes-Benz y Volkswagen recibirán un test en la Deutsche Tourenwagen Masters con sus respectivas escuderías.

## Escuderías y pilotos
| Escuderías              | N.º | Piloto                 | Estado | Motor      | Rondas |
| ----------------------- | --- | ---------------------- | ------ | ---------- | ------ |
| ART Grand Prix          | 1   | Valtteri Bottas        |        | Mercedes   | Todas  |
| ART Grand Prix          | 2   | Alexander Sims         |        | Mercedes   | Todas  |
| ART Grand Prix          | 11  | Jim Pla                | R      | Mercedes   | Todas  |
| ART Grand Prix          | 30  | Esteban Gutiérrez      |        | Mercedes   | 2      |
| Mücke Motorsport        | 3   | Roberto Merhi          |        | Mercedes   | Todas  |
| Mücke Motorsport        | 4   | Carlos Muñoz           | R      | Mercedes   | Todas  |
| Signature               | 5   | Edoardo Mortara        |        | Volkswagen | Todas  |
| Signature               | 6   | Marco Wittmann         |        | Volkswagen | Todas  |
| Signature               | 14  | Laurens Vanthoor       |        | Volkswagen | Todas  |
| Prema Powerteam         | 7   | Nicolas Marroc         |        | Mercedes   | Todas  |
| Prema Powerteam         | 8   | Daniel Juncadella      | R      | Mercedes   | Todas  |
| Motopark Academy        | 9   | Adrian Quaife-Hobbs    | R      | Volkswagen | 1–2    |
| Motopark Academy        | 10  | Matias Laine           | R      | Volkswagen | Todas  |
| Motopark Academy        | 13  | António Félix da Costa | R      | Volkswagen | Todas  |
| Motopark Academy        | 15  | Kevin Magnussen        | R      | Volkswagen | 3      |
| Motopark Academy        | 16  | Mika Mäki              |        | Volkswagen | 5–7    |
| Motopark Academy        | 17  | Tobias Hegewald        | R      | Volkswagen | 8      |
| Motopark Academy        | 31  | Jimmy Eriksson         | R      | Volkswagen | 2      |
| Motopark Academy        | 18  | Christopher Zanella    |        | Volkswagen | 9      |
| Motopark Academy        | 33  | Christopher Zanella    | 5–7    | Volkswagen |        |
| Motopark Academy        | 34  | Renger van der Zande   |        | Volkswagen | 8      |
| China Sonangol-Motopark | 32  | Luís Sá Silva          | R      | Volkswagen | 2      |
| Jo Zeller Racing        | 38  | Sandro Zeller          | R      | Mercedes   | 2, 9   |

| Icono | Info            |
| ----- | --------------- |
| R     | Copa de Novatos |

## Calendario
| Ronda | Ronda | Circuito                       | País         | Fecha            |
| ----- | ----- | ------------------------------ | ------------ | ---------------- |
| 1     | R1    | Circuito Paul Ricard           | Francia      | 10 abril         |
| 1     | R2    | Circuito Paul Ricard           | Francia      | 11 de abril      |
| 2     | R1    | Hockenheimring                 | Alemania     | 24 de abril      |
| 2     | R2    | Hockenheimring                 | Alemania     | 25 de abril      |
| 3     | R1    | Circuito Ricardo Tormo, Cheste | España       | 22 de mayo       |
| 3     | R2    | Circuito Ricardo Tormo, Cheste | España       | 23 de mayo       |
| 4     | R1    | Norisring                      | Alemania     | 3 de julio       |
| 4     | R2    | Norisring                      | Alemania     | 4 de julio       |
| 5     | R1    | Nürburgring                    | Alemania     | 7 de agosto      |
| 5     | R2    | Nürburgring                    | Alemania     | 8 de agosto      |
| 6     | R1    | Circuit Park Zandvoort         | Países Bajos | 21 de agosto     |
| 6     | R2    | Circuit Park Zandvoort         | Países Bajos | 22 de agosto     |
| 7     | R1    | Brands Hatch                   | Reino Unido  | 4 de septiembre  |
| 7     | R2    | Brands Hatch                   | Reino Unido  | 5 de septiembre  |
| 8     | R1    | Motorsport Arena Oschersleben  | Alemania     | 18 de septiembre |
| 8     | R2    | Motorsport Arena Oschersleben  | Alemania     | 19 de septiembre |
| 9     | R1    | Hockenheimring                 | Alemania     | 16 de octubre    |
| 9     | R2    | Hockenheimring                 | Alemania     | 17 de octubre    |

## Resultados

### Campeonato de Pilotos
| Pos.                                    | Piloto                 | LEC | LEC | HOC1 | HOC1 | VAL | VAL | NOR | NOR | NÜR | NÜR | ZAN | ZAN | BRH | BRH | OSC | OSC | HOC2 | HOC2 | Puntos |
| --------------------------------------- | ---------------------- | --- | --- | ---- | ---- | --- | --- | --- | --- | --- | --- | --- | --- | --- | --- | --- | --- | ---- | ---- | ------ |
| 1                                       | Edoardo Mortara        | 1   | 2   | 2    | 3    | 1   | 6   | 1   | 3   | 1   | 6   | 1   | 11  | 1   | Ret | 6   | Ret | 1    | DSQ  | 101    |
| 2                                       | Marco Wittmann         | 2   | 3   | 1    | 4    | 11  | 7   | 2   | 2   | 5   | 2   | 3   | 6   | 3   | 5   | 7   | 2   | 3    | 7    | 76     |
| 3                                       | Valtteri Bottas        | 9   | 6   | 3    | 5    | 2   | 4   | 3   | 1   | 6   | 7   | 2   | Ret | 4   | 4   | 1   | Ret | 2    | 3    | 74     |
| 4                                       | Alexander Sims         | 3   | 1   | Ret  | 8    | 3   | 5   | 4   | 4   | 4   | 3   | 4   | 5   | 5   | 8   | 2   | 8   | 4    | 5    | 63     |
| 5                                       | Roberto Merhi          | 5   | 4   | 4    | 1    | 4   | Ret | 5   | 11  | 3   | 5   | 5   | 3   | 11  | 10  | 5   | 9   | 5    | 2    | 56     |
| 6                                       | Laurens Vanthoor       | Ret | 5   | Ret  | Ret  | 5   | 3   | 9   | 5   | 2   | 11  | 7   | 2   | 2   | 7   | 13  | 4   | 6    | DSQ  | 42     |
| 7                                       | António Félix da Costa | 8   | 8   | 7    | 9    | 6   | Ret | 7   | Ret | 7   | 1   | 8   | 1   | 8   | 1   | 3   | Ret | 9    | 4    | 40     |
| 8                                       | Daniel Juncadella      | 4   | 7   | 8    | 2    | 9   | 9   | 10† | 6   | 12  | 10  | Ret | 9   | 6   | 3   | 4   | 6   | 8    | 1    | 35     |
| 9                                       | Carlos Muñoz           | Ret | 12  | 14   | Ret  | 10  | Ret | 6   | 9   | 14  | 9   | 6   | 4   | 7   | 2   | 8   | 10  | 11   | 6    | 18     |
| 10                                      | Jim Pla                | 7   | 11  | 13   | 6    | DNS | 8   | Ret | 8   | 8   | 4   | 10  | 13  | 13  | 12  | 9   | 1   | 12   | 11†  | 13     |
| 11                                      | Nicolas Marroc         | 11  | 10  | 10   | 13   | 8   | 2   | 11† | 10  | 9   | 8   | 13  | 12  | 12  | 11  | 10  | 3   | Ret  | 8    | 10     |
| 12                                      | Kevin Magnussen        |     |     |      |      | 7   | 1   |     |     |     |     |     |     |     |     |     |     |      |      | 8      |
| 13                                      | Adrian Quaife-Hobbs    | 6   | 9   | 5    | 7    |     |     |     |     |     |     |     |     |     |     |     |     |      |      | 7      |
| 14                                      | Matias Laine           | 10  | 13  | 9    | 10   | Ret | 10  | 8   | 7   | 11  | Ret | 12  | 10  | 10  | 6   | 11  | Ret | 10   | 9    | 3      |
| 15                                      | Christopher Zanella    |     |     |      |      |     |     |     |     | 10  | Ret | 9   | 7   | DNS | DNS |     |     | 7    | Ret  | 2      |
| 16                                      | Tobias Hegewald        |     |     |      |      |     |     |     |     |     |     |     |     |     |     | 12  | 7   |      |      | 1      |
| 17                                      | Mika Mäki              |     |     |      |      |     |     |     |     | 13  | Ret | 11  | 8   | 9   | 9   |     |     |      |      | 0      |
| Pilotos invitados no aptos para puntuar |                        |     |     |      |      |     |     |     |     |     |     |     |     |     |     |     |     |      |      |        |
|                                         | Renger van der Zande   |     |     |      |      |     |     |     |     |     |     |     |     |     |     | 14  | 5   |      |      | 0      |
|                                         | Esteban Gutiérrez      |     |     | 6    | Ret  |     |     |     |     |     |     |     |     |     |     |     |     |      |      | 0      |
|                                         | Sandro Zeller          |     |     | 15   | 11   |     |     |     |     |     |     |     |     |     |     |     |     | 13   | 10   | 0      |
|                                         | Jimmy Eriksson         |     |     | 11   | Ret  |     |     |     |     |     |     |     |     |     |     |     |     |      |      | 0      |
|                                         | Luís Sá Silva          |     |     | 12   | 12   |     |     |     |     |     |     |     |     |     |     |     |     |      |      | 0      |
| Pos.                                    | Piloto                 | LEC | LEC | HOC1 | HOC1 | VAL | VAL | NOR | NOR | NÜR | NÜR | ZAN | ZAN | BRH | BRH | OSC | OSC | HOC2 | HOC2 | Puntos |

| Color     | Resultado                                                               |
| --------- | ----------------------------------------------------------------------- |
| Oro       | Ganador                                                                 |
| Plata     | 2.ª plaza                                                               |
| Bronce    | 3.ª plaza                                                               |
| Verde     | Finalizó en los puntos                                                  |
| Azul      | Finalizó sin puntos                                                     |
| Azul      | NC - No clasificado                                                     |
| Violeta   | Ret - No terminó (Carrera)                                              |
| Rojo      | DNQ - No se clasificó                                                   |
| Negro     | DSQ - Descalificado                                                     |
| Blanco    | DNS - No empezó (carrera)                                               |
| Blanco    | WD - Retirado (fin de semana)                                           |
| Blanco    | C - Carrera cancelada                                                   |
| Sin color | DNP - Inscrito pero no participó                                        |
| Sin color | INJ - Lesionado                                                         |
| Sin color | EX - Excluido                                                           |
| Estado    | Resultado                                                               |
| Negrita   | Pole position                                                           |
| Cursiva   | Vuelta rápida                                                           |
| †         | Abandona, pero clasifica al completar el porcentaje requerido para ello |

### Campeonato de Escuderías
| Pos.                                       | Escudería        | LEC | LEC | HOC1 | HOC1 | VAL | VAL | NOR | NOR | NÜR | NÜR | ZAN | ZAN | BRH | BRH | OSC | OSC | HOC2 | HOC2 | Puntos |
| ------------------------------------------ | ---------------- | --- | --- | ---- | ---- | --- | --- | --- | --- | --- | --- | --- | --- | --- | --- | --- | --- | ---- | ---- | ------ |
| 1                                          | Signature        | 1   | 2   | 1    | 3    | 1   | 3   | 1   | 2   | 1   | 2   | 1   | 2   | 1   | 5   | 5   | 2   | 1    | 7    | 193    |
| 1                                          | Signature        | 2   | 3   | 2    | 4    | 5   | 6   | 2   | 3   | 2   | 6   | 3   | 6   | 2   | 7   | 6   | 4   | 3    | DSQ  | 193    |
| 2                                          | ART Grand Prix   | 3   | 1   | 3    | 5    | 2   | 4   | 3   | 1   | 4   | 3   | 2   | 5   | 4   | 4   | 1   | 1   | 2    | 3    | 148    |
| 2                                          | ART Grand Prix   | 7   | 6   | 13   | 6    | 3   | 5   | 4   | 4   | 6   | 4   | 4   | 13  | 5   | 8   | 2   | 8   | 4    | 5    | 148    |
| 3                                          | Mücke Motorsport | 5   | 4   | 4    | 1    | 4   | Ret | 5   | 9   | 3   | 5   | 5   | 3   | 7   | 2   | 5   | 9   | 5    | 2    | 74     |
| 3                                          | Mücke Motorsport | Ret | 12  | 14   | Ret  | 10  | Ret | 6   | 11  | 14  | 9   | 6   | 4   | 11  | 10  | 8   | 10  | 11   | 6    | 74     |
| 4                                          | Motopark Academy | 6   | 8   | 5    | 7    | 6   | 1   | 7   | 7   | 7   | 1   | 8   | 1   | 8   | 1   | 3   | 7   | 7    | 4    | 60     |
| 4                                          | Motopark Academy | 8   | 9   | 7    | 9    | 7   | 10  | 8   | Ret | 10  | Ret | 11  | 8   | 9   | 6   | 11  | Ret | 9    | 9    | 60     |
| 5                                          | Prema Powerteam  | 4   | 7   | 8    | 2    | 8   | 2   | 10  | 6   | 9   | 8   | 13  | 9   | 6   | 3   | 4   | 3   | 8    | 1    | 44     |
| 5                                          | Prema Powerteam  | 11  | 10  | 10   | 13   | 9   | 9   | 11  | 10  | 12  | 10  | Ret | 12  | 12  | 11  | 10  | 6   | Ret  | 8    | 44     |
| Escuderías invitadas no aptas para puntuar |                  |     |     |      |      |     |     |     |     |     |     |     |     |     |     |     |     |      |      |        |
|                                            | Jo Zeller Racing |     |     | 15   | 11   |     |     |     |     |     |     |     |     |     |     |     |     | 13   | 10   | 0      |
| Pos.                                       | Escudería        | LEC | LEC | HOC1 | HOC1 | VAL | VAL | NOR | NOR | NÜR | NÜR | ZAN | ZAN | BRH | BRH | OSC | OSC | HOC2 | HOC2 | Puntos |

| Color     | Resultado                                                               |
| --------- | ----------------------------------------------------------------------- |
| Oro       | Ganador                                                                 |
| Plata     | 2.ª plaza                                                               |
| Bronce    | 3.ª plaza                                                               |
| Verde     | Finalizó en los puntos                                                  |
| Azul      | Finalizó sin puntos                                                     |
| Azul      | NC - No clasificado                                                     |
| Violeta   | Ret - No terminó (Carrera)                                              |
| Rojo      | DNQ - No se clasificó                                                   |
| Negro     | DSQ - Descalificado                                                     |
| Blanco    | DNS - No empezó (carrera)                                               |
| Blanco    | WD - Retirado (fin de semana)                                           |
| Blanco    | C - Carrera cancelada                                                   |
| Sin color | DNP - Inscrito pero no participó                                        |
| Sin color | INJ - Lesionado                                                         |
| Sin color | EX - Excluido                                                           |
| Estado    | Resultado                                                               |
| Negrita   | Pole position                                                           |
| Cursiva   | Vuelta rápida                                                           |
| †         | Abandona, pero clasifica al completar el porcentaje requerido para ello |

### Copa de Naciones
| N.º              | Nación       | Puntos |
| ---------------- | ------------ | ------ |
| 1                | Italia       | 96     |
| 2                | España       | 90     |
| 3                | Alemania     | 76     |
| 4                | Finlandia    | 76     |
| 5                | Reino Unido  | 70     |
| 6                | Bélgica      | 41     |
| 7                | Portugal     | 40     |
| 8                | Francia      | 23     |
| 9                | Colombia     | 18     |
| 10               | Dinamarca    | 8      |
| 11               | Suiza        | 2      |
| Países invitados |              |        |
|                  | México       | 0      |
|                  | Angola       | 0      |
|                  | Suecia       | 0      |
|                  | Países Bajos | 0      |